# Гбуджи, Антоний Оконкво
Антоний Оконкво Гбуджи (Anthony Okonkwo Gbuji, 29 октября 1931 год, Колониальная Нигерия) — католический прелат, первый епископ Исселе-Уку с 23 ноября 1958 года по 8 ноября 1996 год, епископ Энугу с 8 ноября 1996 года по 9 февраля 2009 год.

## Биография
23 ноября 1958 года Антоний Оконкво Гбуджи был рукоположён в священника, после чего служил в различных приходах епархии Исселе-Уку.
5 июля 1973 года Римский папа Павел VI назначил Антония Оконкво Гбуджи епископом Исселе-Уку. 20 сентября 1973 года состоялось рукоположение Антония Оконкво Гбуджи в епископа, которое совершил архиепископ Лагоса Энтони Олубунми Окоги в сослужении с архиепископом Оничи Фрэнсисом Аринзе и епископом Бенин-Сити Патриком Эбоселе Экпу.
8 ноября 1996 года Римский папа Иоанн Павел II назначил Антония Оконкво Гбуджи епископом Энугу. 31 мая 2010 года подал в отставку.
31 мая 2010 года Антоний Оконкво Гбуджи был назначен апостольским администратором архиепархии Бенин-Сити. Эту должность он исполнял до 18 марта 2011 года, когда Святой Престол назначил на кафедру архиепархии Бенин-Сити Августина Обиору Акубезе.